# Бьёрнос, Кине Беате
Кине Беате Бьёрнос (норв. Kine Beate Bjørnås; род. 12 мая 1980, Левангер, Нур-Трёнделаг) — норвежская лыжница, победительница этапа Кубка мира.
В Кубке мира Бьёрнос дебютировала 8 марта 2000 года, в ноябре 2004 года одержала единственную победу на этапе Кубка мира, в эстафете. Кроме этого имеет на своём счету 2 попадания в тройку лучших на этапах Кубка мира, оба в эстафетах, в личных гонках не поднималась выше 7-го места. Лучшим достижением Бьёрнос в общем итоговом зачёте Кубка мира является 27-е место в сезоне 2004/05.
За свою карьеру принимала участие в одном чемпионате мира, на чемпионате мира 2005 года заняла 25-е место в гонке на 10 км свободным стилем, 27-е место в спринте и 30-е место в масс-старте на 30 км классическим стилем.
Использовала лыжи и ботинки производства фирмы Fischer.